# Митич, Гойко
Го́йко Ми́тич (серб. Гојко Митић, род. 13 июня 1940) — каскадёр, киноактёр и режиссёр сербского происхождения. Прославился благодаря исполнению ролей индейцев в немецких вестернах. Воплотил на киноэкране роли Чингачгука, Текумсе и других.

## Биография
Родился 13 июня 1940 года в селе Стройковце, около Лесковаца (Сербия, Югославия) в крестьянской семье. Окончил Белградский институт физической культуры. По национальности — серб.

### Фильмы про индейцев и ковбоев
В 1960 году дебютировал в кино каскадёром в английском фильме «Ланселот и королева», впоследствии снимаясь в массовке в серии фильмов про Виннету — экранизаций литературных произведений Карла Мая.
В 1966 году переехал в ГДР и жил в Восточном Берлине, снимался на киностудии ДЕФА в ролях индейцев. В этом же году выходит фильм «Сыновья Большой Медведицы», где Гойко Митич исполнил главную роль индейского вождя. На главную роль Митича избрал режиссёр фильма Йозеф Мах. Фильм имел очень большой успех среди подрастающего поколения.
В 1967 году на волне успеха предыдущего фильма выходит «Чингачгук — Большой Змей», где Митич исполнил роль Чингачгука. В качестве сценарной основы фильма был использован роман Фенимора Купера «Зверобой». Спустя год фильм был закуплен для проката в СССР, и Гойко Митич приобрёл там большую известность, имея успех главным образом среди подростков. Один из фильмов про индейцев под названием «Текумзе» был снят в СССР, в Крыму, в районе горы Демерджи. Два других — «Апачи» и «Ульзана» — в районе Самарканда. Третий — «Вождь Белое Перо» — в Монголии.
Образы индейцев, созданные актёром, достаточно органичны и положительно воспринимаются самими индейцами. Митич рассказывает в интервью: «Один американский журналист заинтересовался моими фильмами, показал их в резервациях. Мы познакомились, и в один прекрасный момент я оказался в гостях у индейцев, соблюдающих древние традиции. Они приняли Зоркого Сокола и удивлялись, как бледнолицый европеец создал такие правдивые образы их предков. Мне тогда вручили индейский амулет, в ответ я достал привезённые подарки, в том числе коробку хорошего табаку. В ответ мне подарили индейское покрывало и приняли в племя, так что я теперь могу считать себя настоящим индейцем. Мне даже дали новое имя. Шаман спросил, есть ли у меня, как это водится у индейцев, прообраз в животном мире. Я ответил „нет“. Он сказал: „Подумай о животном“. Я закрыл глаза и тут же увидел смотрящего на меня в упор волка. Когда я раскрыл глаза, шаман взглянул на меня и сказал: „Ты — волк!“ Я был потрясён. Так что теперь я настоящий индеец по имени Волк».

### Отход от индейской тематики, работа в театре и на телевидении
После спада зрительского интереса к фильмам про индейцев Митич переехал в ФРГ, где начал сниматься в телевизионных сериалах и играть в театре города Бад-Зегеберг роли Труффальдино, Робина Гуда и Спартака. Кроме того, Митич участвовал в середине 1970-х годов в съёмках экранизации пьесы Виктора Гюго «Мария Тюдор», исполнив роль разбойника Фабиана. Снимался в телесериале «Архив смерти» и телепостановке «Слуга двух господ», а также снял несколько детских фильмов.
В октябре 2014 года посетил Москву, в 2017 году — Симферополь, а в 2018 году — Самару, где дал интервью телеканалу «Губерния».
Полностью отойти от индейской тематики Гойко Митичу так и не удалось, и в течение всей своей карьеры он продолжал исполнять роли индейцев в кино. В 2016 году вышел очередной фильм, где он играет старого вождя Инчу-чуна: «Виннету и Олд Шаттерхенд» (англ. Winnetou & Old Shatterhand). Также в Берлине ему довелось сыграть Индейца в театральной постановке «Полёта над гнездом кукушки».

## Фильмография
| Актёр     | Актёр                                 | Актёр                                                      | Актёр                                        |
| Год       | На русском языке                      | На языке оригинала                                         | Роль                                         |
| --------- | ------------------------------------- | ---------------------------------------------------------- | -------------------------------------------- |
| 2019      | Балканский рубеж                      |                                                            | Горан Милич                                  |
| 2016      | Виннету и Старина Шаттерхенд          | Winnetou & Old Shatterhand                                 | Инчу Чуна                                    |
| 2014      |                                       | SOKO Stuttgart (сериал)                                    | Ортвин Михальский                            |
| 2013      |                                       | SOKO Donau (сериал)                                        | Иван Сорокин                                 |
| 2012      | Последнее лето в Европе               |                                                            | Сергей Николаевич Свербеев                   |
| 2008      |                                       | Entführt — Ich hol dich da raus                            | Антонин Сокуров                              |
| 2006      |                                       | Tierärztin Dr. Mertens                                     | директор цирка Бернд Кёниг                   |
| 2006      |                                       | Karl-May-Spiele: Winnetou                                  | Виннету                                      |
| 2006      |                                       | Esperanza                                                  | Альберт                                      |
| 2005      |                                       | Julia — Wege zum Glück                                     | Доктор Текумсе                               |
| 2005      |                                       | Karl-May-Spiele: Winnetou und das Geheimnis der Felsenburg | Виннету                                      |
| 2004      |                                       | Karl-May-Spiele: Unter Geiern — Der Sohn des Bärenjägers   | Виннету                                      |
| 2003      |                                       | Karl-May-Spiele: Old Surehand                              | Виннету                                      |
| 2002      |                                       | Karl-May-Spiele: Im Tal des Todes                          | Виннету                                      |
| 2002      |                                       | The Antman                                                 | Фумиджимо                                    |
| 2001-2015 |                                       | In aller Freundschaft (сериал)                             | Гойко Лупанич / Йован Лукович                |
| 2001      | Солист — Ничья земля                  | Der Solist — Niemandsland                                  | Энрико Надлини                               |
| 1999      | Герои как мы                          | Helden wie wir                                             | отец Ивонны                                  |
| 1997      |                                       | Friedrich und der verzauberte Einbrecher                   | Охотник                                      |
| 1995      | Запретная любовь                      | Verbotene Liebe                                            | Роберто Фиорани                              |
| 1994      |                                       | Burning Life                                               | Танкварт                                     |
| 1993      |                                       | Zirri — Das Wolkenschaf                                    | Кутшер                                       |
| 1993      |                                       | Salto postale (TV series)                                  | Артур Миллер                                 |
| 1993      |                                       | Der Kinoerzähler                                           | Рейтер                                       |
| 1993      |                                       | Nyomkeresö                                                 | Старый индеец                                |
| 1990      |                                       | Volio bih da sam golub                                     |                                              |
| 1988      |                                       | Präriejäger in Mexiko: Benito Juarez                       | Медвежий глаз                                |
| 1988      |                                       | Das Herz des Piraten                                       | Отец Якко                                    |
| 1988      | Präriejäger in Mexiko                 | Präriejäger in Mexiko: Geierschnabel                       | Медвежий Глаз, вождь мицтеков                |
| 1986      |                                       | Das Wirkliche Blau                                         | Лоренцо                                      |
| 1986      |                                       | Weihnachtsgeschichten                                      | Дед Мороз                                    |
| 1986      | Аутсайдеры                            | Außenseiter                                                | Клаус Грунов                                 |
| 1984      | Фронт без пощады                      | Front ohne Gnade                                           | Пабло Кальво, испанский коммунист            |
| 1983      | Вождь Белое Перо                      | Der Scout                                                  | Белое Перо                                   |
| 1982      | Долгий путь в школу                   | Der lange Ritt zur Schule                                  | учитель физкультуры / Ястребиный коготь      |
| 1981      |                                       | Aus der Franzosenzeit                                      | Anführer der Chasseure                       |
| 1980      |                                       | Alma schafft alle                                          | Ханнес                                       |
| 1980      |                                       | Radiokiller                                                | Фогель                                       |
| 1980      | Архив смерти                          | Archiv des Todes                                           | Борис, советский разведчик                   |
| 1979      | Я хочу вас видеть                     | Ich will euch sehen                                        | Муратов                                      |
| 1979      | Северино                              | Severino                                                   | Северино                                     |
| 1977      | Любовь и Королева                     | Die Liebe und die Königin                                  | Фабиано Фабиани                              |
| 1976      |                                       | Maxe Baumann                                               | Ondras Nocz                                  |
| 1976      |                                       | Najdolgiot pat                                             | Омер                                         |
| 1976      | Спартак                               | Spartacus                                                  | Спартак                                      |
| 1975      | Братья по крови                       | Blutsbrüde                                                 | Твёрдая Скала                                |
| 1974      | Виза на Окантрос                      | Visa für Ocantros                                          | Маха                                         |
| 1974      | Ульзана                               | Ulzana                                                     | Ульзана (также сценарист)                    |
| 1973      | Апачи                                 | Apachen                                                    | Ульзана (также сценарист)                    |
| 1972      | Человек, который пришёл после бабушки | Der Mann, der nach der Oma kam                             | Индеец                                       |
| 1972      | Текумзе                               | Tecumseh                                                   | Текумзе                                      |
| 1971      | Оцеола                                | Osceola                                                    | Оцеола                                       |
| 1970      | Сигналы — Приключения в космосе       | Signale — Ein Weltraumabenteuer                            | Терри                                        |
| 1970      | Смертельная ошибка                    | Tödlicher Irrtum                                           | Чёрный Барс                                  |
| 1969      | Белые волки                           | Weisse Wölfe                                               | Зоркий Сокол                                 |
| 1968      | След Сокола                           | Spur des Falken                                            | Зоркий Сокол                                 |
| 1967      | Чингачгук — Большой Змей              | Chingachgook, die grosse Schlange                          | Чингачгук                                    |
| 1966      | Сыновья Большой Медведицы             | Die Söhne der großen Bärin                                 | Токей Ито                                    |
| 1965      | Виннету 3                             | Winnetou — 3. Teil                                         | Джикарилла (в титрах не указан)              |
| 1964      | Среди коршунов                        | Unter Geiern                                               | Вокадо, вождь шошонов (в титрах Георг Митич) |
| 1964      | Виннету — сын Инчу-Чуна               | Winnetou — 2. Teil                                         | Белая птица (в титрах не указан)             |
| 1964      | Виннету вождь апачей                  | Old Shatterhand                                            | Апач (в титрах не указан)                    |
| 1963      | Виннету: Хищники из Россвеля          | Winnetou — 1. Teil                                         |                                              |

## Гойко Митич в популярной культуре
- В своей песне «Супербизоны» лидер рок-группы «Разные люди» Александр Чернецкий поёт:

Висит афиша, что где-то

Кино от студии DEFA

Ты проскользнёшь без билета

И Гойко Митич — forever!
- Песня «Про ковбоев» группы «Ленинград» кончается словами:

Я люблю только вестерн и китч

Привет тебе, Гойко Митич!
- В одноимённой песне группы «Ляпис Трубецкой» Сергей Михалок поёт:

Ломанули Гойко Митича

«Modern Talking» со Scooter’ом,

ГДРовские индейцы

В плену у компьютера.

Похоронили рок-н-ролла,

«Мановара», «Креатора»

ГДРовские индейцы

В плену у Терминатора.
- В песне «Я уезжаю в Америку» Сергей Трофимов поёт:

А индеец Гойко Митич всех ковбойцев обманул

И куда-то спрятал Золото Маккенны…
- Петрозаводская группа «Громыка» в песне «Индейцы-ковбойцы» поёт:

Вы когда-нибудь грабили поезда с золотом?

И хотели дружить с Гойко Митичем?

Потаёнными тропами уходили в Канаду,

Помогали шерифу найти беглеца!

## В кино и литературе
- Творчеству Гойко Митича посвящена книга Андрея Шарого «Знак W: Вождь краснокожих в книгах и на экране» (2008).
- В этом же году вышел фильм о самом актёре — «Главный индеец страны Советов»[9].
- В 2013 году поэт Александр Габриэль упомянул Гойко Митича в своём стихотворении[10].
- Писательница Глория Му упоминает Гойко Митича как кумира своего детства Митю Гайкина в романе «Вернуться по следам».

## Цитаты
- Я получал свое образование в процессе работы, вместе с опытом. У меня был и преподаватель, частный. Он говорил мне, что я все смогу. Потому что важнее всего – внутреннее ощущение. Если его нет, можно даже не пробовать.
- В кино ты играешь перед камерой, а не перед публикой, и результат своей работы видишь только потом, на экране. А в театре чувствуешь атмосферу зала. И получаешь мгновенную оценку за свою игру: овации или гул. И еще в театре ты всегда можешь работать над собой и исправлять свои ошибки, от представления к представлению. В кино же все остается таким, каким было снято, и потом крутится в этом виде годами.